# Rodrigo González Catalán
Rodrigo Antonio González Catalán (San Vicente de Tagua Tagua, Chile, 30 de noviembre de 1995) es un futbolista chileno. Juega como lateral derecho o volante en Ñublense de la Primera División de Chile.

## Clubes
| Club                      | País  | Año       |
| ------------------------- | ----- | --------- |
| General Velásquez         | Chile | 2013      |
| Colchagua                 | Chile | 2014      |
| Chimbarongo FC            | Chile | 2015      |
| San Luis de Quillota      | Chile | 2015-2018 |
| Unión Española            | Chile | 2018-2019 |
| Unión La Calera           | Chile | 2020      |
| Unión Española            | Chile | 2020-2021 |
| San Luis de Quillota      | Chile | 2021      |
| Santiago Morning          | Chile | 2022      |
| Universidad de Concepción | Chile | 2023      |
| Magallanes                | Chile | 2024      |
| Ñublense                  | Chile | 2025-Act. |

- Datos: Q55928475
- Multimedia: Rodrigo González Catalán / Q55928475